# المعهد الوطني للتطوير المهني التعليمي
المعهد الوطني للتطوير المهني التعليمي معهد تعليم وتدريب تابع لوزارة التعليم السعودية تأسس في نوفمبر 2019م، وبدأ المعهد في تقديم برامجه عام 2021؛ وذلك لتحقيق أهدافٍ إستراتيجية من برنامج تنمية القدرات البشرية أحد برامج رؤية المملكة 2030 وهي: تحسين مخرجات التعليم الأساسية، تكافؤ فرص الحصول على التعليم، بناء رحلة تعليمية متكاملة ، إضافة إلى تحفيز التطوير المهني الذاتي للمعلمين.

## التاريخ
- 5 نوفمبر 2019م صدر قرار مجلس الوزارء بالموافقة على تنظيم المعهد الوطني للتطوير المهني التعليمي.[3]
- يناير 2021م أصدر وزير التعليم قراراً بتشكيل مجلس إدارة المعهد الوطني للتطوير المهني التعليمي على أن يمارس المجلس اختصاصاته؛ وفقاً لتنظيم المعهد الصادر بقرار مجلس الوزراء رقم (197) وتاريخ 1441/3/8هـ.[4]
- فبراير 2024 موافقة مجلس الوزراء على تعديلات تنظيم المعهد الوطني للتطوير المهني التعليمي وإعادة صنع دوره في المنظومة التعليمية ليكون الجهة المختصة والمرجعية في إعداد المعلم وتطويره.[5][6]

## الرسالة
- تحقيق الريادة في إعداد وتطوير القدرات التعليمية بتبني أفضل الاتجاهات الحديثة والممارسات للمساهمة في بناء أجيال منافسة عالمياً.[2]

## البرامج
| البرنامج                             | التاريخ     | عن البرنامج |
| ------------------------------------ | ----------- | --- |
| مهارات أساسية للقيادات التعليمية     | يوليو 2023  | بالشراكة مع المركز الوطني للتعليم الإلكتروني؛ بهدف تنمية قدرات القيادات التعليمية والمهتمين بالقيادة من شاغلي الوظائف التعليمية.                                       |
| مهارات داعمة في تدريس التربية الخاصة | سبتمبر 2023 | يستهدف معلمي التربية الخاصة، وشاغلي الوظائف التعليمية المكلفين بتدريس التربية الخاصة، وجميع شاغلي الوظائف التعليمية.                                                   |
| أساسيات في اللغة الصينية             | سبتمبر 2023 | يستهدف شاغلي الوظائف التعليمية من معلمي المرحلة الثانوية والمهتمين باللغة الصينية، ويشتمل على المقررات التالية: اللغة الصينية للمبتدئين، والمزيد من الصينية للمبتدئين. |
| المسار العام للمعلم الفاعل           | مارس 2024   | [ 9 ] |
| مسار الصحة النفسية                   | مارس 2024   | [ 9 ] |
| مسار الإبداع والابتكار               | مارس 2024   | [ 9 ] |
| إعداد المعلّم (المرحلة الثانية)       | يوليو 2025  | ضمن مبادرة التطوير المهني للمعلمين وقيادات المدارس، ويستهدف تدريب (500) مدرب مركزي من أعضاء هيئة التدريس في الجامعات السعودية.                                         |